# Francesc Montsalvatge i Fossas

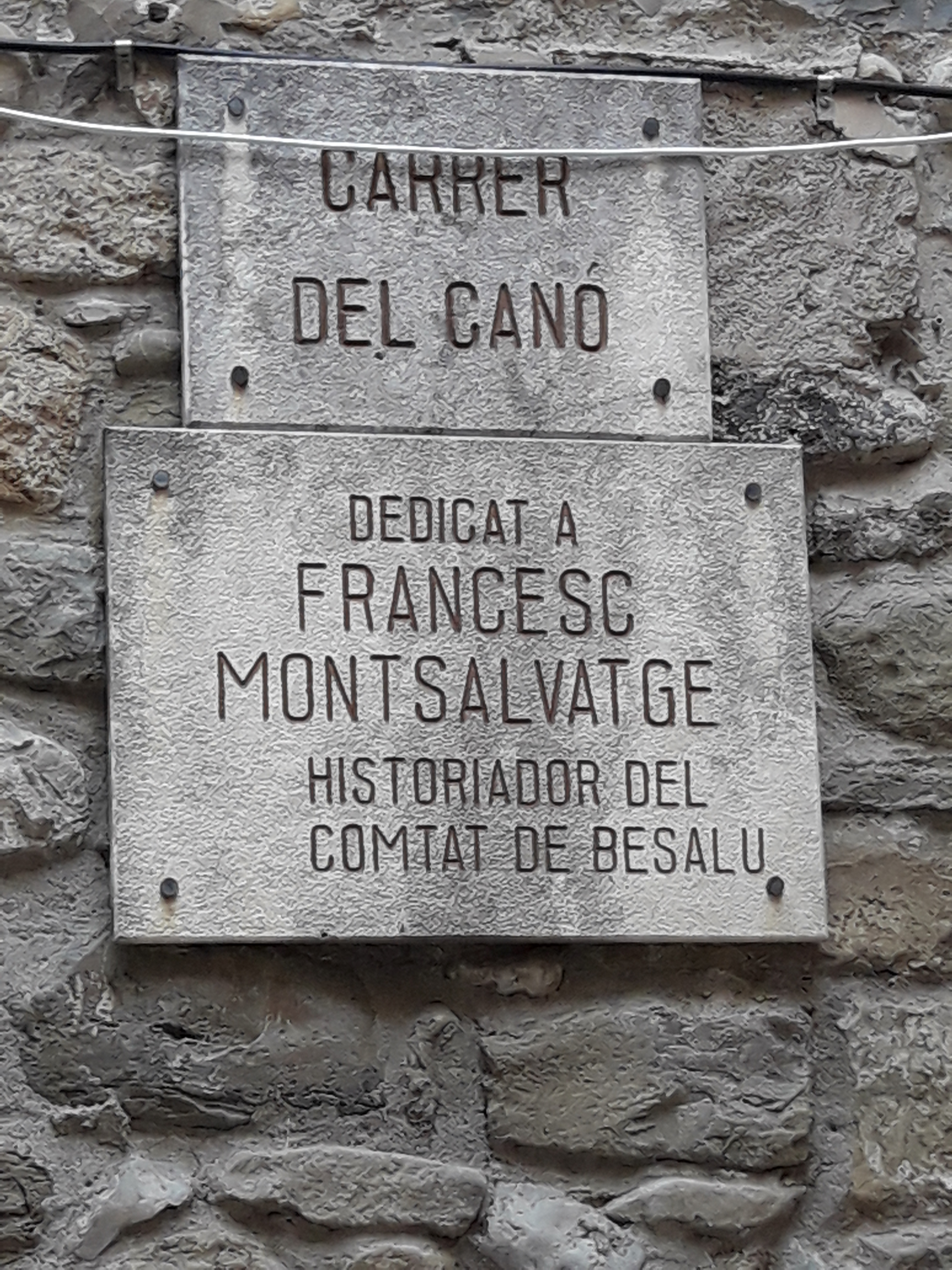
Placa commemorativa de Francesc Montsalvatge a Besalú

Francesc Montsalvatge i Fossas (Olot, 28 d'agost de 1853 - Girona, 30 de juny del 1917) fou un historiador català que pels seus mèrits va ser nomenat Fill Adoptiu de Besalú i membre de la Reial Acadèmia de la Història de Madrid, així com de la de Bones Lletres de Barcelona i de l'Associació Artístico-Arqueològica [sic].
De jove mostrà ja predilecció i afecció pels treballs d'investigació històrica, i començà a visitar arxius i biblioteques, tot confrontant dades i escrivint els vint-i-sis llibres que tracten, preferentment, de les terres de l'antic comtat de Besalú i que porten el títol genèric de "Noticias históricas". La publicació d'una col·lecció de documents dels segles IX al XIII va suposar, i suposa encara avui dia, una gran aportació investigadora per tal de conèixer els orígens de la nacionalitat catalana i les fonts del dret català.
Fou banquer i s'establí a Girona, on regentava una sucursal de l'empresa familiar d'Olot. Per la Lliga Regionalista, fou regidor i alcalde de Girona (juliol-novembre 1909). Dirigí els setmanaris olotins El Olotense i El eco de la montaña, i el 1919 publicà un treball sobre els castells del comtat de Besalú, mentre que Carles Rahola li traduí i publicà Els remences (1908).
El seu primer llibre, Besalú, su historia, sus condes, su obispado y sus monumentos (I) va sortir a la llum el 1899, i el darrer, "Los Condes de Ampurias vindicados", publicat pòstumament el 1917. Va deixar inèdites diverses monografies, les quals es van perdre el 1936. La seva biblioteca va ser donada per la seva família a la Comissió de Monuments de Girona.

## Obres
- Monsalvatge y Fossas, Francisco. Besalú su historia, sus condes, su obispado y sus monumentos (en castellà).  Olot: Imprenta y Librería de Juan Bonet, 1890 (Noticias Históricas, Tomo II) [Consulta: 1r abril 2017].
- Monsalvatge y Fossas, Francisco. Nomenclator histórico de las iglesias parroquiales y rurales, santuarios y capillas de la provincia de Gerona (en castellà).  Olot: Imprenta y Librería de Juan Bonet, 1908 (Noticias Históricas, Tomo XVI) [Consulta: 1r abril 2017].
- Monsalbatge y Fossas, Francisco. Santa Pau y lugares que componían su antigua baronía (en castellà).  Olot: Imprenta y Librería de Juan Bonet, 1891 (Noticias Históricas, Tomo III) [Consulta: 1r abril 2017].
- Monsalbatge y Fossas, Francisco. Ridaura y su monasterio de Santa María (en castellà).  Olot: Imprenta y Librería de Juan Bonet, 1894 (Noticias Históricas, Tomo IV) [Consulta: 1r abril 2017].
- Monsalvatge y Fossas, Francisco. El Vizcondado de Bas (en castellà).  Olot: Imprenta y Librería de Juan Bonet, 1911 (Noticias Históricas, Tomo V) [Consulta: 1r abril 2017].
- Monsalvatge y Fossas, Francisco. Monasterios del antiguo condado de Besalú (en castellà).  Olot: Imprenta y Librería de Juan Bonet, 1896 (Noticias Históricas, Tomo VI) [Consulta: 1r abril 2017].
- Monsalvatge y Fossas, Francisco. Monasterios del antiguo condado de Besalú (en castellà).  Olot: Imprenta y Librería de Juan Bonet, 1896 (Noticias Históricas, Tomo VIII) [Consulta: 1r abril 2017].
- Monsalvatge y Fossas, Francisco. Colección diplomática del Condado de Besalú (en castellà).  Olot: Imprenta y Librería de Juan Bonet, 1901 (Noticias Históricas, Tomo XI) [Consulta: 1r abril 2017].
- Monsalvatge y Fossas, Francisco. Los Castillos del condado de Besalú (en castellà).  Olot: Imprenta y Librería de Juan Bonet, 1919 (Noticias Históricas, Tomo XXVI) [Consulta: 1r abril 2017].
- Monsalvatge y Fossas, Francisco. Los Monasterios de la diócesis gerundense rectificación á los abaciologios publicados por el P. Jaime Villanueva en su "Viaje literario á las iglesisa de España" (en castellà).  Olot: Imprenta y Librería de Juan Bonet, 1904 (Noticias Históricas, Tomo XIV) [Consulta: 1r abril 2017].
- Monsalvatge y Fossas, Francisco. Monasterio de S. Martín de Canigó (en castellà).  Olot: Imprenta y Librería de Juan Bonet, 1899 (Noticias Históricas, Tomo IX) [Consulta: 1r abril 2017].
- Monsalvatge y Fossas, Francisco. Geografía histórica del condado de Besalú (en castellà).  Olot: Imprenta y Librería de Juan Bonet, 1899 (Noticias Históricas, Tomo X) [Consulta: 1r abril 2017].
- Monsalvatge y Fossas, Francisco. Monasterio de Sta. María de Arles (en castellà).  Olot: Imprenta y Librería de Juan Bonet, 1896 (Noticias Históricas, Tomo XXVI) [Consulta: 1r abril 2017].
- Monsalvatge y Fossas, Francisco. El Monasterio de San Pedro de Casserras (en castellà).  Olot: Imprenta y Librería de Juan Bonet, 1910 (Noticias Históricas, Tomo XX) [Consulta: 1r abril 2017].
- Monsalvatge y Fossas, Francisco. El Obispado de Elna (en castellà).  Olot: Imprenta y Librería de Juan Bonet, 1911-1915 (Noticias Históricas, Tomo XXI) [Consulta: 1r abril 2017].
- «Los Condes de Ampurias vindicados (1917) - Monsalvatje y Fossas, Francisco, 1853-1917».   Biblioteca Virtual de Patrimonio Bibliográfico, Secretaría de Cultura, Ministerio de Educación, Cultura y Deporte. [Consulta: 31 març 2017]. «Obra escanejada, descarregable en formats JPG i PDF»